# Kangerluarsoruseq

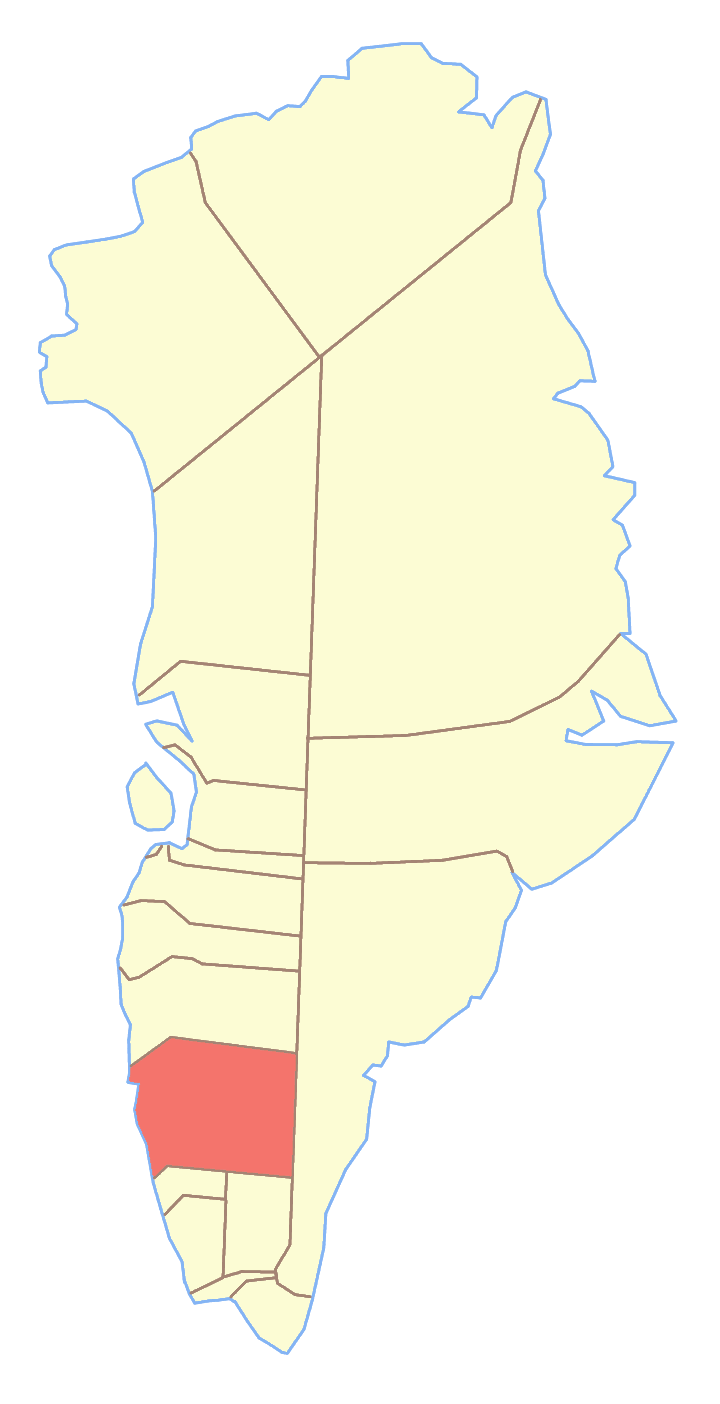
Antigas municipalidades da Groenlândia

Kangerluarsoruseq (ortografia antiga: Kangerdluarssoruseq) é uma antiga localidade no município de Sermersooq, no sudoeste da Gronelândia.

## História
A localidade foi fundada em 1927 por um faroense como Føroyingahavnin. Foi então oficialmente conhecida em dinamarquês como Færingehavn. A vila de pescadores foi abandonada no final de 2009.